# Sablé de la luzerne
Polyommatus dolus
Espèce
Statut de conservation UICN

 LC  : Préoccupation mineure
Le Sablé de la luzerne (Polyommatus  dolus) est une espèce d'insectes lépidoptères (papillons) de la famille des Lycaenidae, de la sous-famille des Polyommatinae et du genre Polyommatus.

## Dénominations
Polyommatus dolus Jakob Hübner en 1823.
Synonyme : Agrodiaetus dolus.

### Noms vernaculaires
Le sablé de la luzerne se nomme en anglais Furry Blue et en espagnol Velludita Fimbria Clara.

### Sous-espèces
- Polyommatus dolus virgilius Oberthür, 1910 en Italie.
- Polyommatus dolus vittatus Oberthür, 1892 en France[2].

## Description
C'est un petit papillon qui présente un dimorphisme sexuel, le dessus du mâle est très clair, blanchâtre pour  Polyommatus dolus vittatus avec une plage d'écailles androconiales et une bordure marron clair alors que le dessus de la femelle est marron.
Le revers est ocre chez la femelle, très clair chez le mâle et orné des mêmes lignes de points noirs cernés de blanc avec une raie blanche peu marquée ou absente à l'aile postérieure.

### Espèce proche
Très proche de Polyommatus fulgens, qui le remplace dans le Nord et le Nord-Est de l'Espagne.

## Biologie
Il hiverne à l'état de jeune chenille.

### Période de vol et hivernation
Il vole en une génération, en juillet août.

### Plantes hôtes
Ses plantes hôtes sont des Onobrychis et Medicago sativa,.

## Écologie et distribution
Il est présent dans le nord de l'Espagne, le sud de la France et les Alpes Maritimes italiennes,.
En France métropolitaine il est présent dans les départements du pourtour méditerranéen, Aveyron, Lozère, Hérault, Gard, Vaucluse, Bouches-du-Rhône, Var, Alpes-de-Haute-Provence et Alpes-Maritimes.

### Biotope
Il réside dans des lieux herbus fleuris de régions montagneuses.

### Protection
Pas de statut de protection particulier.